# Like а Virgin
„Like a Virgin“ (в превод „Като Девица“) е вторият студиен албум на американската певица и текстописка Мадона, издаден на 12 ноември, 1984 г. от Sire Records. Албумът е преиздаден по света (без Северна Америка) през 1985 г. и включва една допълнителна песен – „Into the Groove“. През 2001 г. Warner Bros. издава ремастерирана версия, включваща 2 бонус ремикса (тази версия не включва „Into the Groove“). На 21 май 1998 г. RIAA (Американската Асоциация на Звукозаписната Индустрия) му дава диамантен статус, отчитайки 10 млн. продажби в САЩ. По света са продадени над 21 млн. копия.

## История на албума
Мадона избира Найл Роджърс за продуцент на албума, най-вече заради работата му с Дейвид Бауи по албума „Let's Dance“. „Like a Virgin“ надгражда над звука и имиджа, който Мадона създава в дебютния си албум (който бил със силно диско и поп звучене).
Мадона посвещава този албум „на всички девици по света“.
Заглавната песен от албума става нейният първи номер едно хит. Дебютът на песента е на първите годишни MTV Video Music Awards (МТВ Видео Музикални Награди). По време на изпълнението си, Мадона се търкаля по пода, облечена в бяла булчинска рокля, показвайки бельото и жартиерите си, а заедно с това носи колан с напдис „Boy Toy“ („Момчешка изграчка“). Вторият сингъл от албума, „Material Girl“ („Материално момиче“), ѝ спечелва сред медиите прякора „Материалното момиче“. Песента „Into the Groove“ е включена във филма „Desperately Seeking Susan“, и, поради големия си успех (качва се на челната позиция в много страни, превръщайки се в първия ѝ номер едно в Обединеното Кралство), бива включена в преиздадената версия на албума.
Албумът покорява класациите, но не и критиците. Те не са напълно убедени в певческите способности на Мадона и я смятат за „маловажно дразнещо чудо за един ден“ с глас на Мини Маус, вдишала хелий. Наградите „Грами“ до голяма степен пренебрегват албума; въпреки че получава няколко номинации за видео наградите на MTV за 1985 г., тя не печели нито една.
Песните „Material Girl“, „Angel“, „Like a Virgin“, „Over and Over“, „Into the Groove“ и „Dress You Up“ са изпълнявани по време на Virgin Tour пред 1985 г.

## Списък на песните

### Оригинален траклист
1. Material Girl – 4:01
2. Angel – 3:55
3. Like a Virgin – 3:39
4. Over and Over – 4:12
5. Love Don't Live Here Anymore – 4:50
6. Dress You Up – 4:01
7. Shoo-Bee-Doo – 5:17
8. Pretender – 4:30
9. Stay – 4:06

### 1985 преиздание
1. Into the Groove – 4:43
2. Dress You Up – 4:01
3. Shoo-Bee-Doo – 5:17
4. Pretender – 4:30
5. Stay – 4:06

### 2001 ремастерирана версия
1. Like a Virgin (Extended Dance Remix) – 6:08
2. Material Girl (Extended Dance Remix) – 6:07